# Henryk Czapczyk
Henryk Józef Czapczyk ps. Ciapa (ur. 27 sierpnia 1922 w Poznaniu, zm. 30 sierpnia 2010 tamże) – polski piłkarz, trener, zawodnik poznańskich klubów Warty i Lecha, mistrz Polski; żołnierz Armii Krajowej, uczestnik powstania warszawskiego. Kawaler Orderu Virtuti Militari. 

## Życiorys
Urodził się 27 sierpnia 1922 w Poznaniu w rodzinie kołodzieja Ignacego Czapczyka (ur. 1893) i jego żony Heleny z domu Kaczmarek (ur. 1894). Treningi piłkarskie rozpoczął w klubie HCP Poznań (1935–1939), występując pod pseudonimem „Henczyk”.
W czasie wojny był żołnierzem AK, w powstaniu warszawskim dowodził oddziałem szturmowym. Po upadku powstania jeniec kilku obozów, następnie oficer Polskiej Misji Repatriacyjnej w Niemczech.
Rozpoczął studia ekonomiczne w Antwerpii, ale zdecydował się na powrót do Polski w 1946. Został zawodnikiem Warty Poznań (1946–1948) i z tym klubem świętował największe sukcesy – wicemistrzostwo (1946) i mistrzostwo Polski (1947), pełniąc rolę kapitana. W latach 1949–1953 reprezentował barwy Lecha Poznań, wystąpił w 77 meczach i strzelił 14 bramek. Występował na boisku, jako napastnik (pseudonim boiskowy „Ciapa”), był środkowym w znanym tercecie napastników Lecha „A-B-C” (z Teodorem Aniołą i Edmundem Białasem); uchodził za najlepiej wyszkolonego technicznie z tej trójki. Występował w kadrze narodowej „B”.
Po zakończeniu kariery piłkarskiej był trenerem wielu polskich zespołów. Wraz z Lechem świętował awans do ekstraklasy w 1961 roku, prowadził ponadto m.in. Olimpię Poznań, Warmię Olsztyn, Lechię Zielona Góra. W latach 90. działał w klubie Sokół Pniewy.
Zmarł 30 sierpnia 2010 w Poznaniu w wieku 88 lat. Został pochowany na zabytkowym cmentarzu jeżyckim w Poznaniu (kwatera L, rząd 21, grób 11).

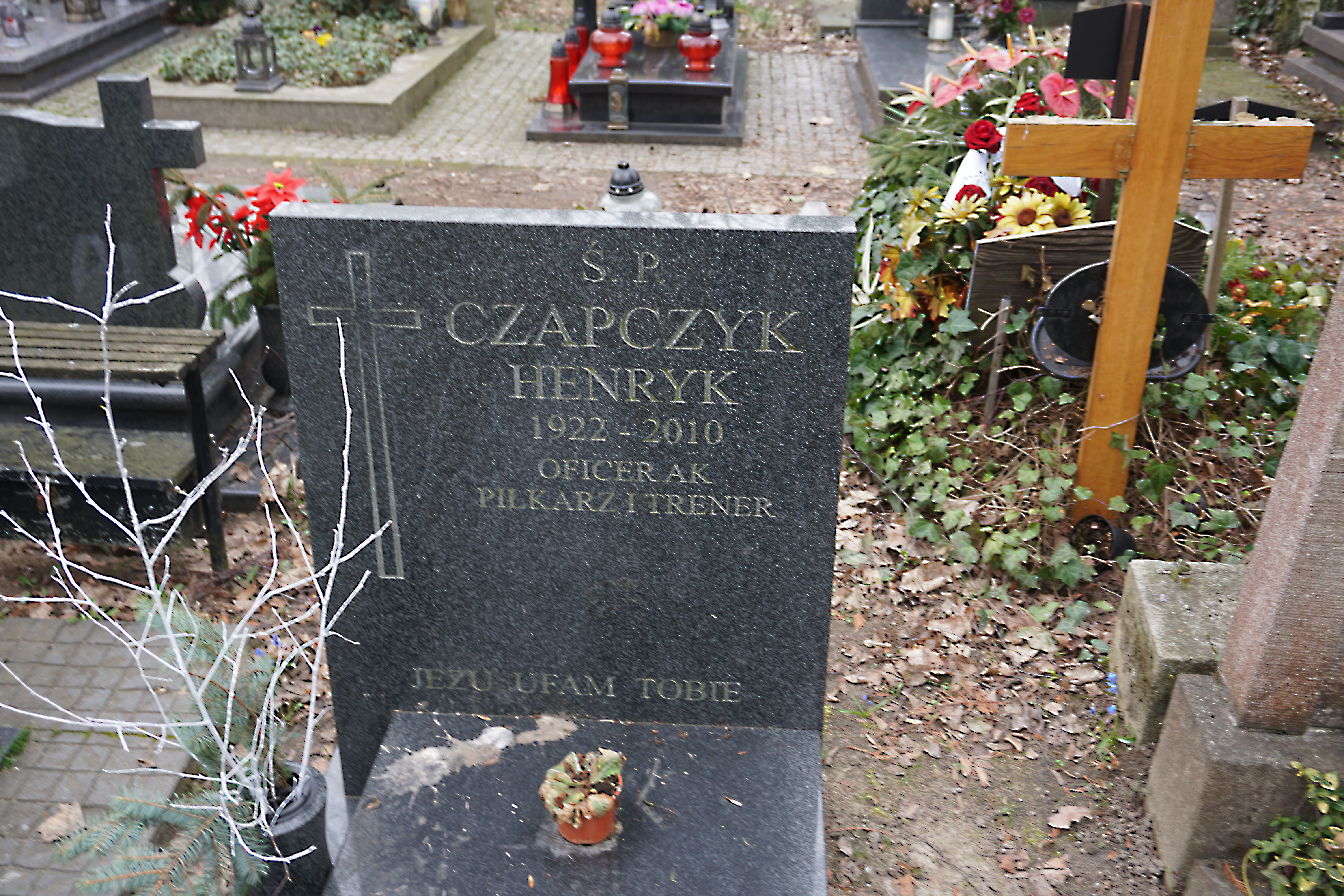
grób Henryka Czapczyka na cmentarzu Jeżyckim w Poznaniu

## Ordery i odznaczenia
- Krzyż Srebrny Orderu Virtuti Militari – 22 września 1944 osobiście przez gen. dyw. Tadeusza Komorowskiego[5]
- Krzyż Walecznych dwukrotnie
- Krzyż Zasługi z Mieczami
- Krzyż Partyzancki
- Warszawski Krzyż Powstańczy
- Krzyż Armii Krajowej
- Medal Wojska
- Medal Zwycięstwa i Wolności 1945
- Odznaka Grunwaldzka